# Liste de jeux SNK
Ne doit pas être confondu avec Liste de jeux SNK (2001).
Voici la liste des jeux édités par SNK par ordre de leur année de sortie.

## 1979
- Ozma Wars
- Safari Rally

## 1980
- Sasuke vs. Commander

## 1981
- Fantasy
- Satan of Saturn / Zarzon
- Vanguard

## 1982
- Lasso
- Pioneer Balloon

## 1983
- Joyful Road / Munch Mobile
- Marvin's Maze

## 1984
- Gladiator 1984
- Jumping Cross
- Mad Crasher
- Main Event
- Vanguard II

## 1985
- Alpha Mission / ASO: Armored Scrum Object
- HAL 21
- T.N.K. III / T.A.N.K.

## 1986
- Athena
- Ikari Warriors
- Meijinsen
- Victory Road

## 1987
- Bermuda Triangle / World Wars
- Guerilla War / Guevara
- Mahjong Block Jongbou
- Psycho Soldier
- Touchdown Fever

## 1988
- Chopper I
- Fighting Golf / Country Club
- Fighting Soccer
- Gold Medalist
- P.O.W. - Prisoners of War / Datsugoku - Prisoners of War
- Paddle Mania / Touchdown Fever 2

## 1989
- Beast Busters
- Ikari III - The Rescue
- Mechanized Attack
- The Next Space
- Prehistoric Isle in 1930
- SAR - Search And Rescue
- Street Smart
- Super Champion Baseball

## 1990
- Baseball Stars Professional
- Crystalis
- Cyber-Lip
- League Bowling
- Mahjong Kyōretsuden
- NAM-1975
- Puzzled
- Riding Hero
- The Super Spy
- Top Player's Golf
- Magician Lord

## 1991
- Super Baseball 2020
- Alpha Mission II
- Burning Fight
- Eightman
- Fatal Fury - King of Fighters
- Ghost Pilots
- King of the Monsters
- Legend of Success Joe
- Quiz Daisousa Sen - The Last Count Down
- Robo Army
- Sengoku
- Soccer Brawl

## 1992
- Andro Dunos
- Art of Fighting
- Baseball Stars 2
- Fatal Fury 2
- Football Frenzy
- King of the Monsters 2: The Next Thing
- Last Resort (jeu vidéo)
- Mutation Nation
- Quiz Meintantei Neo & Geo / Quiz Daisousa Sen Part 2
- Super Sidekicks
- Viewpoint

## 1993
- 3 Count Bout
- Fatal Fury Special
- Samurai Shodown
- Sengoku 2

## 1994
- Art of Fighting 2
- The King of Fighters '94
- Samurai Shodown II
- Super Sidekicks 2: The World Championship
- Top Hunter: Roddy and Cathy

## 1995
- Fatal Fury 3 - Road to the Final Victory
- The King of Fighters '95
- Real Bout Fatal Fury
- Samurai Shodown III: Blades of Blood
- Savage Reign
- Super Sidekicks 3: The Next Glory

## 1996
- Art of Fighting 3: The Path of the Warrior
- The King of Fighters '96
- Kizuna Encounter - Super Tag Battle
- Real Bout Fatal Fury Special
- Samurai Shodown IV - Amakuza's Revenge
- The Ultimate 11: SNK Football Championship
- Metal Slug

## 1997
- Irritating Maze
- The King of Fighters '97
- The Last Blade
- Roads Edge / Round Trip
- Samurai Shodown 64

## 1998
- Fatal Fury: Wild Ambition
- The King of Fighters '98: The Slugfest
- The Last Blade 2
- Metal Slug 2
- Neo Geo Cup '98: The Road to the Victory
- Real Bout Fatal Fury 2: The Newcomers
- Samurai Shodown 64: Warriors Rage

## 1999
- Buriki One
- Garou: Mark of the Wolves
- The King of Fighters '99: Millennium Battle
- Metal Slug X
- Samurai Shodown: Warriors Rage
- SNK vs. Capcom: The Match of the Millennium
- Sonic the Hedgehog Pocket Adventure

## 2000
- The King of Fighters 2000
- Metal Slug 3

## 2001
- Sengoku 3
- ZuPaPa!